# Tjärnasjön
Tjärnasjön är en sjö i Borlänge kommun i Dalarna och ingår i Dalälvens huvudavrinningsområde. Sjön är 12 meter djup, har en yta på 0,0115 kvadratkilometer och befinner sig 100 meter över havet.